# Siemens M1
Siemens M1 – czeskie pociągi metra, produkowanych przez konsorcjum ČKD-Adtranz-Siemens (później Siemens Kolejová vozidla) od roku 1998.

## Konstrukcja
Pociąg M1 składa się z pięciu wagonów trzech typów:
- M1.1 jest wagonem czołowym, ze stanowiskiem motorniczego, znajdują się tu układy bezpieczeństwa, akumulatory i przetwornica.
- M1.2 to wagon umieszczony za wozem czołowym, znajduje się tu kompresor.
- M1.3 to środkowy wagon, mieści się tu centralny komputer pociągu.

Układ poszczególnych wagonów w składzie zawsze wygląda następująco: M1.1 + M1.2 + M1.3 + M1.2 + M1.1, ze względu na funkcje poszczególnych wagonów, nie ma możliwości ich przestawiania.
Napęd stanowią silniki asynchroniczne sterowane przy pomocy mikroprocesorów zamiast silników prądu stałego, używanych w radzieckich pociągach. Pociąg wyposażono w centralny system sterowania, który umożliwia sterowanie pociągu, zbieranie i ocenę informacji, w tym informacji diagnostycznych.
Pudła wagonów wykonano ze spawanych aluminiowych profili, dzięki czemu wagony są lżejsze od ich radzieckich poprzedników. Efektem tego są niższe koszty eksploatacji. Wszystkimi ośmioma drzwiami da się sterować z przedziału pasażerskiego. Wnętrze zostało wykonane z niepalnych materiałów; siedzenia posiadają obicia, umieszczone są w poprzek wagonu (w nowszych wersjach wzdłuż wagonu), zarezerwowano miejsca przeznaczone dla wózków dziecięcych i inwalidzkich. Oświetlenie stanowią 24 świetlówki, mocowane w dwóch rzędach, o mocy 36 W, umieszczonych w aluminiowych obudowach. Wszystkie okna są klejone, przednie, panoramiczne, wyposażono w jedną wycieraczkę.
Okres eksploatacji pociągów jest szacowany na 30 lat. Wygląd składu zaprojektował inż. arch. Patrik Kotas.

## M1 w Maracaibo
Oprócz Pragi, dla której były M1 projektowane, składy te są też używane w Maracaibo; malowane są na zielono i posiadają pantografowe odbieraki prądu. Jest to typ M1-MARA; składy złożone są z 3 wagonów. Zgodnie z życzeniem klienta, wyposażone są w klimatyzację.

## M1 w Pradze
Po raz pierwszy pociąg M1 pojawił się w Pradze w lipcu 1998 roku, a homologację otrzymał dwa lata później. Pierwszy raz z pasażerami wyjechał na trasę 27 stycznia 2000 r., przed godziną 10 rano. Obecni przy tym byli przedstawiciele przedsiębiorstwa komunikacyjnego, ČKD i prasy. Był to skład złożony z wagonów o numerach: 4101, 4201, 4202, 4203 i 4102. W następnych latach Praga otrzymała trzy serie tych pociągów (różniących się między sobą układem siedzeń oraz drzwiami); początkowo jednak dostawy nie przebiegały zgodnie z zapotrzebowaniem, ponieważ firma ČKD (później Siemens) wpadła w problemy finansowe. Do roku 2006 dostarczono 48 składów, do roku 2011 planuje się dostawę kolejnych 5, co jest związane m.in. z otwarciem odcinka IV.C2 na Prosek i koniecznością zwiększenia ilości pociągów na linii C.
Od listopada 2003 r. linia C jest obsługiwana wyłącznie przez pociągi M1, stacjonujące w zajezdni Kačerov.
W listopadzie 2005 r., na testowym torze w zajezdni Zličín, doszło do wykolejenia jednego z nowych pociągów; skład uderzył w kozioł oporowy i pierwszy wagon zjechał do rowu. Szkody oszacowano na 20 milionów koron.

## Zastrzeżenia
Chociaż pociągi M1 dobrze sprawdzają się w eksploatacji, zarzuca się im kilka błędów:
- wąskie siedzenia i mniej miejsca do siedzenia,
- w pierwszej serii słabo działająca klimatyzacja,
- stosunkowo mała wysokość pojazdu (205 cm), która może stwarzać problemy wyższym osobom.

Składy M1 były obiektem krytyki Petra Tučnego, specjalisty ds. komunikacji miejskiej. Jego opinie pojawiały się w mediach zwłaszcza w początkowym okresie eksploatacji tych pociągów.

## Linki zewnętrzne

Pociągi metra M1
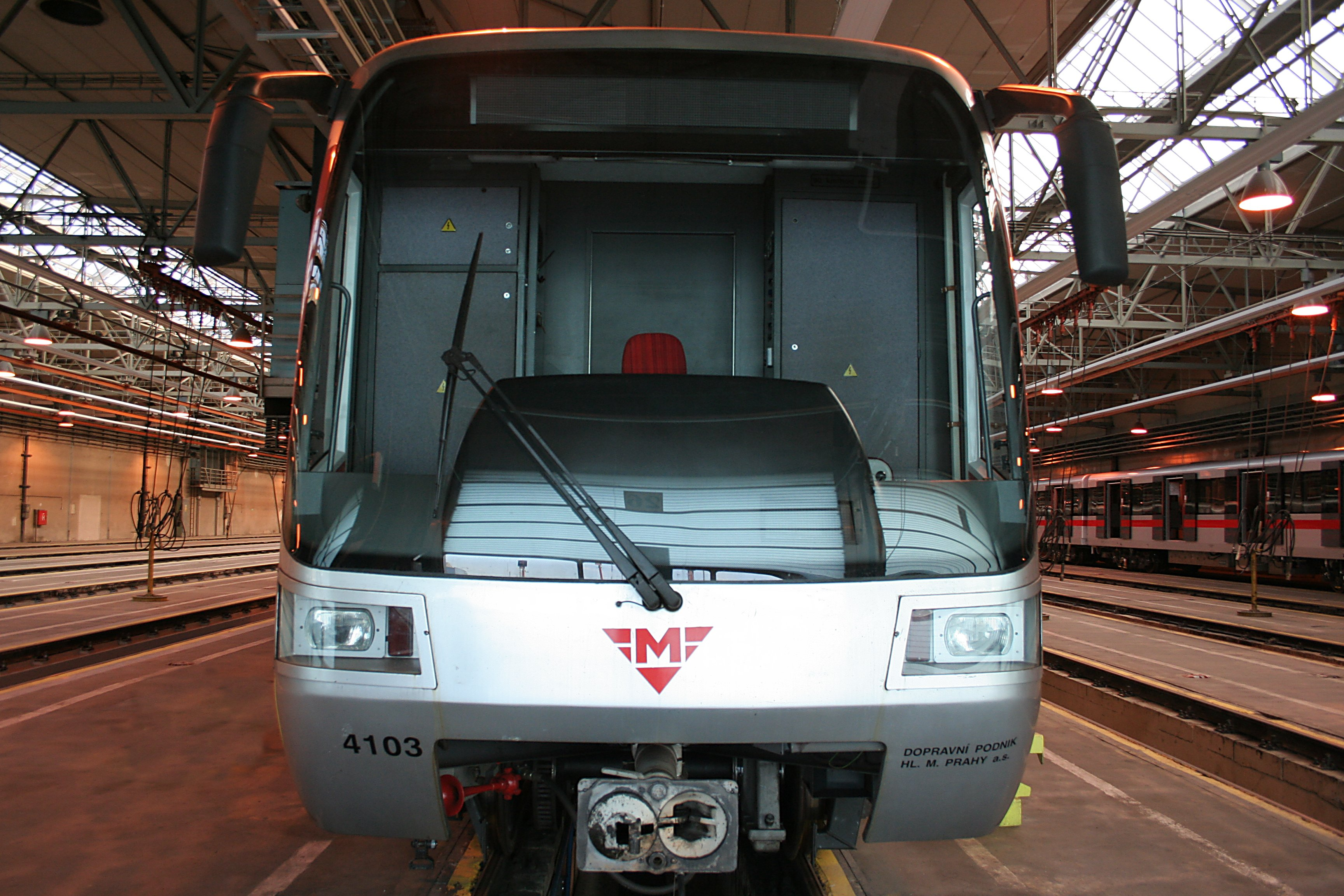
Czoło pociągu z panoramicznym oknem
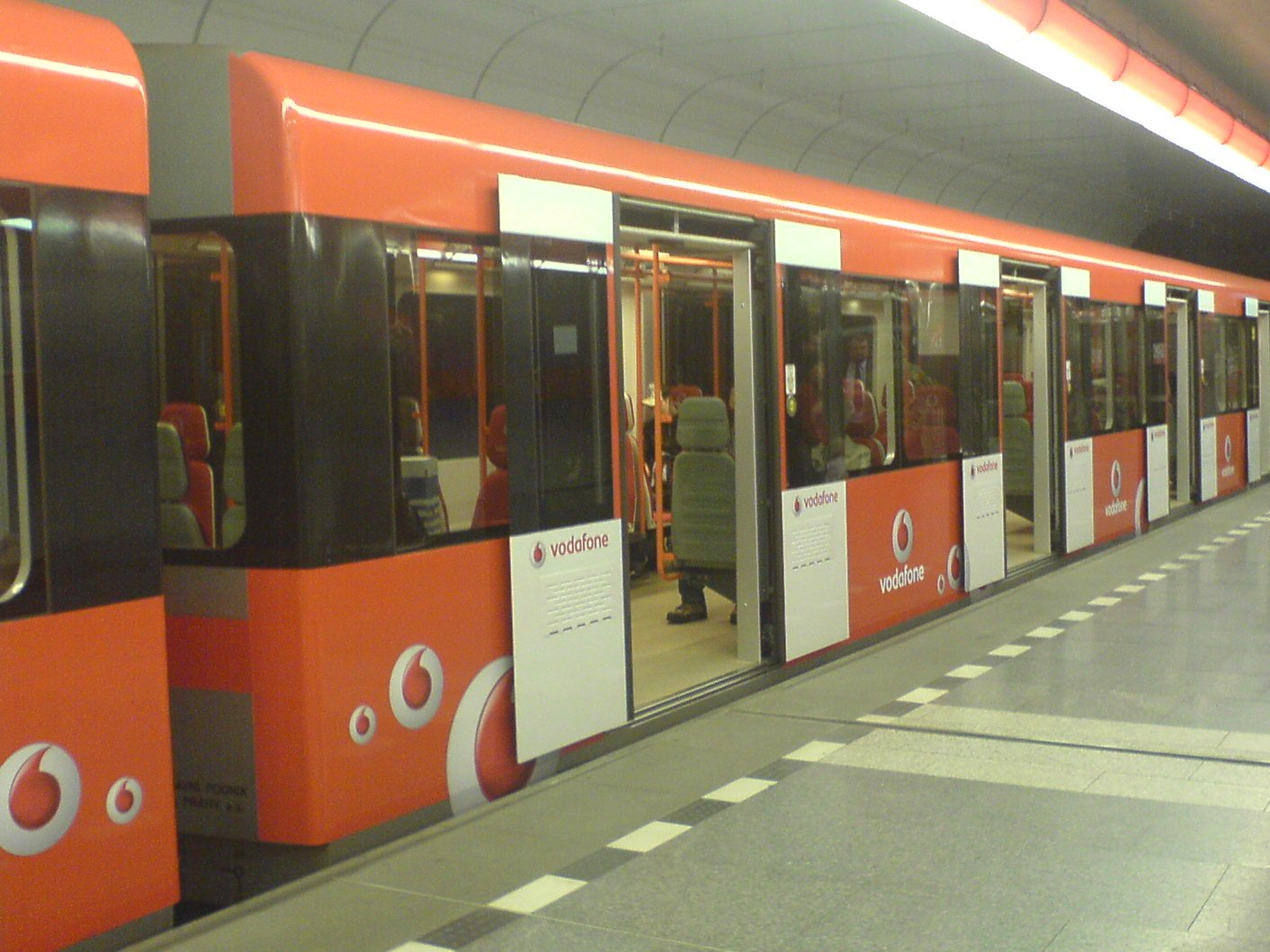
Pociąg w malowaniu reklamowym (od września 2007) na stacji Ládví
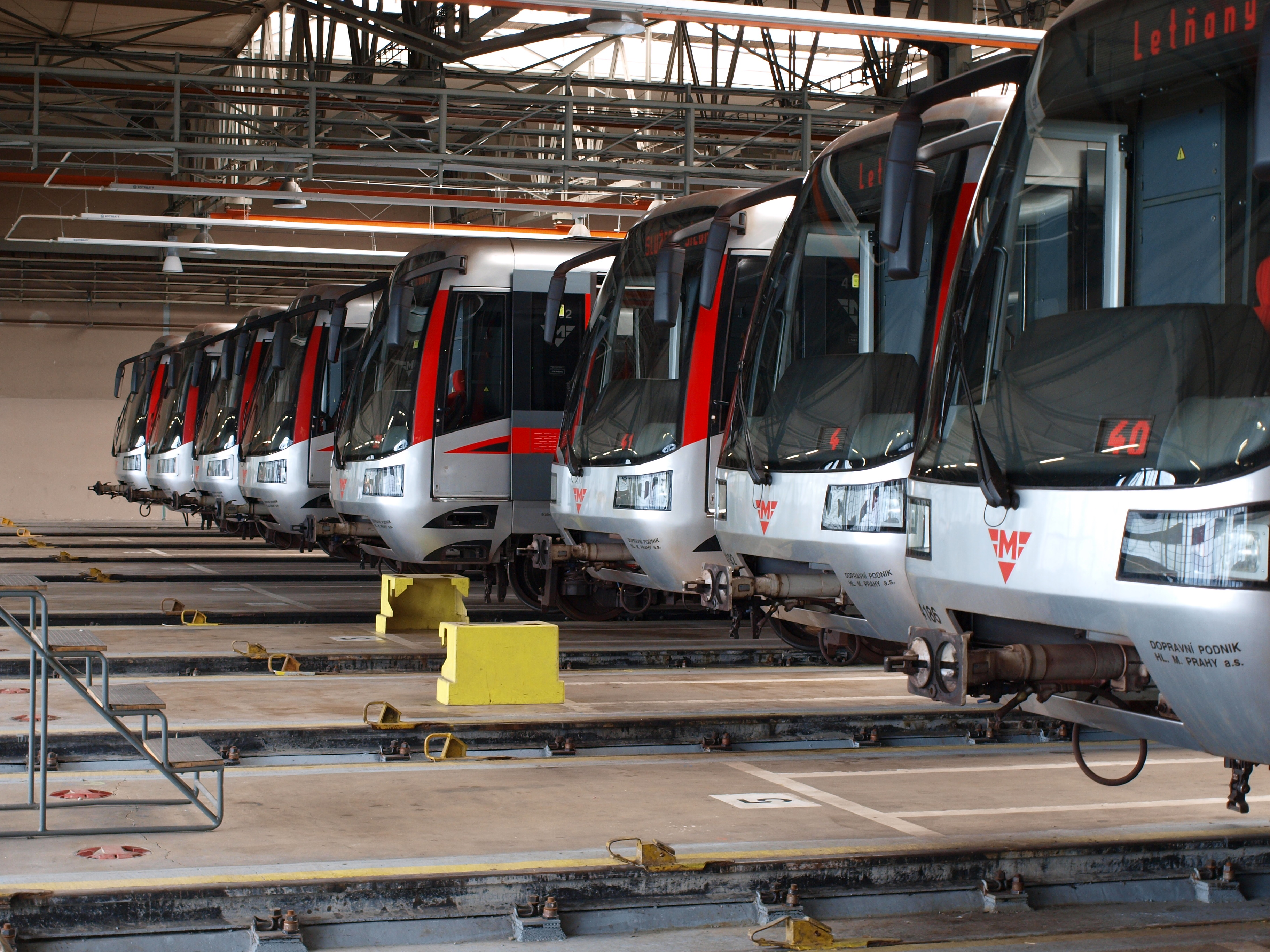
Pociągi M1 w zajezdni Kačerov
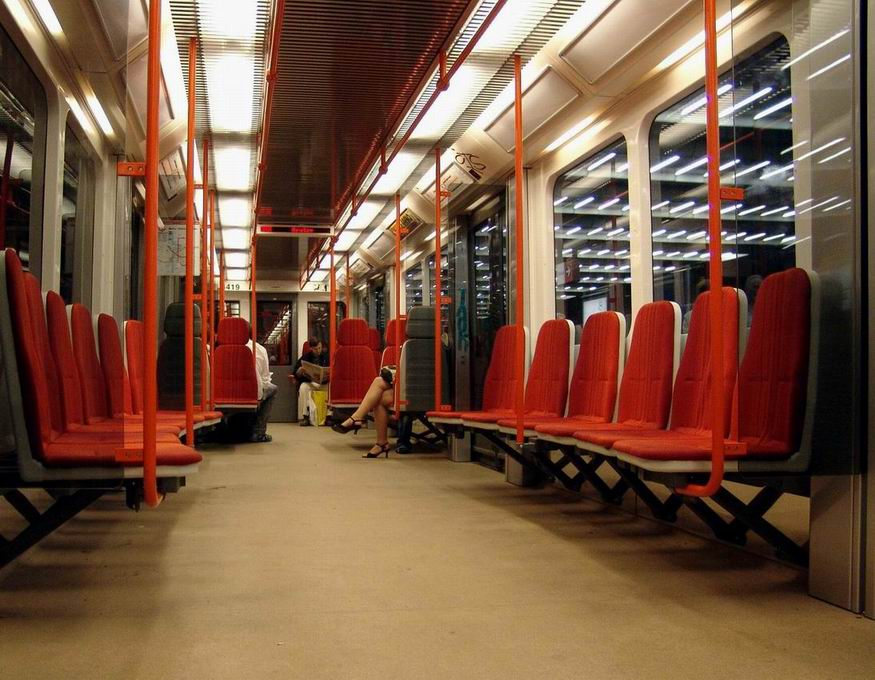
Wnętrze wagonu M1